# Ozalid

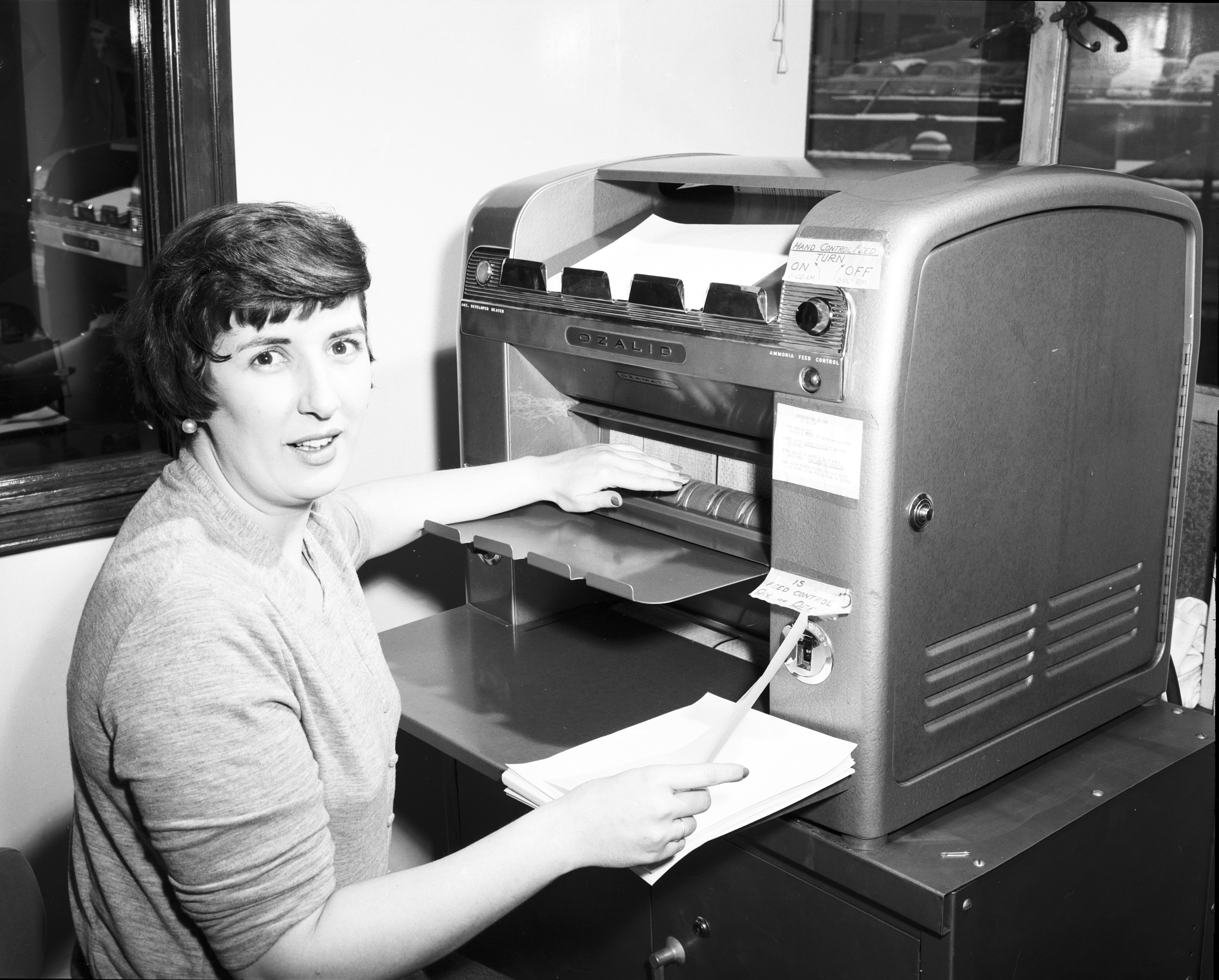
Une machine ozalid à Seattle vers 1954.

Un ozalid est une épreuve positive réalisée par contact avec les typons, sur un papier spécial (le diazol). Dernier élément de contrôle (auquel on donne plus souvent le nom de bleus), il sert généralement à donner le bon à tirer (b.a.t dans le jargon des imprimeurs).
Ozalid est une marque utilisée comme nom, car Ozalid est un nom déposé (n.m.) en 1963, du nom de la firme britannique Ozalid, anagramme de diazol. 